# Абэ, Исоо
Абэ Исоо (яп. 安部 磯雄, 4 февраля 1865 — 10 февраля 1949) — японский политический деятель и мыслитель, литератор и публицист, христианский социалист и пацифист. Исповедовал христианство, являлся пастором первой унитарианской общины в стране.
За роль в раннем развитии и распространении бейсбола в Японии (он создал бейсбольный клуб Университета Васэда, организовывал олимпийскую сборную на игры в Стокгольме в 1912 году и стал первым председателем Токийской бейсбольной лиги большой шестёрки) его называли «отцом японского бейсбола».

## Образование
Абэ родился в Фукуоке 4 февраля 1865 года. Он поступил в университет Досися в 1879 году и крестился у Джозефа Харди Нисимы 2 февраля 1882 года. В 1898 году он создал первый университетский кооператив потребителей в Японии в Досися. Также он учился за границей, в том числе в Берлинском университете и Хартфордской богословской семинарии (Хартфорде, штат Коннектикут).
Во время учёбы в семинарии он заинтересовался социализмом. В процессе формирования своего мировоззрения испытал существенное влияние идей Л. Н. Толстого, с которым поддерживал переписку. Поскольку по мнению Абэ христианское учение преследует миссию спасения страждущих, его переход на социалистические позиции был закономерен.

## Проповедник и преподаватель
После возвращения в Японию в 1899 году Абэ стал унитарианским проповедником. С 1901 года он преподавал в Университете Васэда политологию и экономику на протяжении 25 лет. Он занимал важные должности в вузе, например, был деканом первой школы политологии и экономики и вице-президентом (заместителем ректора) университета.

## Политическая деятельность
В 1901 году явился одним из организаторов Японской социал-демократической партии (Сякай Минсуто) — недолговечной (правительство её незамедлительно запретило), но первой в ряду левых партий страны — и выступил автором ряда её программных документов.
Во время Русско-японской войны он как пацифист выступал за мир и отказ от сотрудничества с властями. Он также участвовал в ранних феминистских движениях Японии. Когда была запрещена антивоенная газета «Хэймин симбун» (Народные еженедельные новости"), он основал собственный журнал «Новая эра», который использовал для продвижения идей парламентского социализма.
В 1906 году он сыграл важную роль в основании первой японской социалистической партии, отстаивая христианско-социалистические взгляды. Однако в 1907 году правительство объявило вне закона и эту партию. В итоге Абэ отошёл от активной политической деятельности до окончания Первой мировой войны.
В 1921 году он основал Японское фабианское общество, а в 1924 году стал его первым президентом. В декабре 1926 Абэ — один из основателей и руководителей воссозданной Социал-демократической (Социалистической народной) партии Японии. Он оставил преподавание, чтобы стать генеральным секретарём этой партии.
В 1928 году он был избран в японский парламент, где заседал пять сроков подряд. В 1932 году он стал председателем умеренной Социалистической массовой партии. Он ушёл из большой политики в 1940 году из-за всё более милитаристского характера японского правительства. После Второй мировой войны и создания Социалистической партии Японии стал её советником.